# Eleição presidencial no Rio de Janeiro em 2022
A eleição presidencial no Rio de Janeiro em 2022 foi realizada em dois turnos, nos dias 2 e 30 de outubro, o primeiro e o último domingo de outubro, respectivamente, como parte da Eleição presidencial no Brasil em 2022, em que os 26 estados e o Distrito Federal participaram. O candidato do PL, Jair Bolsonaro venceu no 2º turno no estado com 56,53% dos votos válidos, o que equivale a 5.403.894 votos. Lula, do PT, obteve 4.156.217 votos, 43,47% dos votos válidos. Candidato à reeleição, Bolsonaro venceu em 72 munícipios ao todo, incluindo a capital Rio de Janeiro, onde fez 52,66%. Lula obteve maior votação em 20 cidades. Em 2018, Bolsonaro havia sido escolhido por 67,95% dos fluminenses. Isso representa uma queda em 2022 de cerca de 11% em relação a 4 anos antes.